# Jef Valkeniers
Jozef Maria Zacharias (Jef) Valkeniers (Schepdaal, 29 december 1932), ook bekend als Jef Lawijt, is een Belgisch Vlaamsgezind staatsman en arts-neuropsychiater. Zijn politieke carrière speelde zich grotendeels af bij de Volksunie, maar wegens de te "linkse" politiek van die partij, stapte hij in 1993 over naar de VLD.

## Levensloop

### Jeugd
Valkeniers werd geboren als zevende kind in een grote brouwersfamilie die al jaren actief was in de lokale politiek. Hij groeide op in Schepdaal waar zijn vader dokter was en zijn grootvader, Emile Eylenbosch, burgemeester en brouwer was. Hij liep school in de gemeenteschool van Schepdaal, het Sint-Jans-Baptist instituut in Sint-Jans-Molenbeek, het Heilig-Hartcollege (Ganshoren) en het College der Paters Jozefieten in Melle.

### Arts-neuropsychiater
Valkeniers studeerde in 1957 af als doctor in de geneeskunde aan de Katholieke Universiteit Leuven. Tijdens zijn studies was hij er, net als zijn vader, grootvader en zijn zoon, lid van studentenclub Moeder Payottenland (clubnaam Spanin). Tevens was hij in die periode stichter van de studentenclub Liniacum. Hij deed stage aan het Ellis Hospital en volgde tot 1958 een bijkomende opleiding aan het Albany Medical College in The State of New York. 
Na zes jaar als huisarts in Schepdaal te hebben gewerkt, verhuisde hij in 1964 met zijn gezin naar Zuid-Afrika om er zich te specialiseren in de neurologie aan de Universiteit van de Witwatersrand te Johannesburg, alwaar hij in 1966 zijn diploma als neuroloog behaalde. Vervolgens keerde hij terug naar België en behaalde in 1967 een specialisatie in de psychiatrie aan het Sint-Janshospitaal (Brugge). Vanaf 1967 werkte hij als psychiater in verschillende stedelijke ziekenhuizen en tezelfdertijd was hij huisarts in Schepdaal. Hij was de oprichter van de eerste Belgische Psychiatrische Afdeling van een Algemeen Ziekenhuis (PAAZ) in Halle (Vlaams-Brabant). Daarnaast werd hij ook diensthoofd neuropsychiatrie in de ziekenhuizen van Asse (Vlaams-Brabant) en Ninove.

### Politiek
De politieke carrière van Valkeniers speelde zich grotendeels af bij de Volksunie. Van 1960 tot 1962 was hij bestuurslid en van 1962 tot 1964 voorzitter van de VU-afdeling in Brussel-Halle-Vilvoorde. In 1977 verzette hij zich hevig tegen het Egmontpact en de toetreding van de VU tot de regering, maar hij spande zich wel in om afscheuringen te vermijden. Nadat op het VU-congres in Leuven van september 1993 beslist werd om op sociaaleconomisch vlak een progressievere koers te varen, stapte hij om principiële redenen over naar de VLD. Hij volgde daarmee onder meer Jaak Gabriëls, Bart Somers en André Geens. 
Valkeniers was van 1974 tot 2003 parlementslid: van 1974 tot 1985 en van 1995 tot 2003 zetelde hij voor het arrondissement Brussel in de Kamer van volksvertegenwoordigers en van 1985 tot 1995 voor hetzelfde arrondissement lid van de Senaat, waar hij van 1990 tot 1993 Fractievoorzitter was voor de Volksunie. In de periode april 1974-oktober 1980 zetelde hij als gevolg van het toen bestaande dubbelmandaat ook in de Cultuurraad voor de Nederlandse Cultuurgemeenschap, die op 7 december 1971 werd geïnstalleerd. Vanaf 21 oktober 1980 tot mei 1995 was hij lid van de Vlaamse Raad, de opvolger van de Cultuurraad en de voorloper van het huidige Vlaams Parlement. Tijdens zijn bijna dertig jaar als parlementslid stond Valkeniers bekend als actief parlementslid en als harde werker. Zijn bekendste realisatie in de kamer is de 'wet-Valkeniers'.
Ook is hij vertegenwoordiger geweest in het Benelux-parlement, de Parlementaire Vergadering van de Raad van Europa, en de Assemblee van de West-Europese Unie. Hij was van 1988 tot 1989 ook kort staatssecretaris voor het Brussels Gewest, toegevoegd aan de minister van het Brussels Gewest, in de Regering-Martens VIII. Zijn bevoegdheden waren leefmilieu, tewerkstelling en sociale huisvesting. Als staatssecretaris was hij de oprichter van het  Brussels Instituut voor Milieubeheer, de Brusselse Huisvestingsmaatschappij en de  Actiris (Brusselse VDAB). Van 1972 tot 1974 was hij daarnaast lid van het Uitvoerend College (Schepen) van de  Randfederatie Asse.
Ten slotte was hij ook nog van 1971 tot 1976 gemeenteraadslid en burgemeester van Schepdaal en was hij van 1977 tot 1988 gemeenteraadslid en van 1982 tot 1988 burgemeester van Dilbeek. In 1988 vestigde hij zich in Brussel om zijn ambt als staatssecretaris voor het Brussels Gewest te kunnen opnemen. Na zijn terugkeer naar Dilbeek was hij er van 1995 tot 2018 opnieuw gemeenteraadslid en van 2001 tot 2002 OCMW-voorzitter. In de Dilbeekse politiek is hij vooral gekend als initiatiefnemer van de verbroederingen tussen Dilbeek en respectievelijk Obervellach, Dalton & Franschhoek. Ook slaagde hij er steeds in als burgemeester om veel te realiseren met een begroting in evenwicht. In 2017 kondigde hij zijn vertrek uit de lokale politiek aan.
In 2004 was Valkeniers nog kandidaat om voorzitter te worden van de liberale partij VLD (Open Vlaamse Liberalen en Democraten.
In 2024 was Valkeniers op 91-jarige leeftijd twintigste kandidaat voor Open Vld voor het Vlaams Parlement in Vlaams-Brabant. Hij was daarmee de oudste kandidaat voor de partij in de provincie.

### Varia
Met zijn vrouw Carla Kempeneers kreeg hij vier kinderen en dertien kleinkinderen. Na het overlijden van zijn vrouw in 1989 hertrouwde hij met de Zuid-Afrikaanse arts en politica Audrey Van Zyl.
Jef Valkeniers heeft een grote voorliefde voor Zuid-Afrika. Hij heeft er jarenlang gewoond, trouwde met een Zuid-Afrikaanse en was lid van Protea. Valkeniers behoorde er tot de groep die geloofde in het einde van de apartheid door middel van dialoog. Zijn dochter baat in Zuid-Afrika het wijndomein Altydgedacht uit.
Dankzij zijn internationaal parcours spreekt Valkeniers Nederlands, Frans, Engels, Afrikaans en Duits. Hij blijft zich actief inzetten voor de verbroedering tussen Dilbeek met enkele buitenlandse gemeentes. Zo was hij in 2011 nog de initiatiefnemer van de samenwerking tussen de Hogeschool-Universiteit Brussel en het Dalton State College.
Valkeniers houdt zich bezig met ontwikkelingssamenwerking, zetelt in diverse raden van bestuur en wordt nog regelmatig om medisch advies gevraagd, bijvoorbeeld bij de VZW De Poel, waarvan hij medeoprichter is). Ook was hij tot 2018 politiek actief als gemeenteraadslid in Dilbeek en is hij de ondervoorzitter van de Belgische Technische Coöperatie.

## Onderscheidingen
- België: Ridder in de Kroonorde (1971).
- Zuid-Afrika: Sieradres van Franschhoek (1999).
- België: Grootkruis in de Orde van Leopold II (1999).
- Oostenrijk: Orde van Verdienste aan de Oostenrijkse Republiek (2000) - als voorzitter van de Belgisch-Oostenrijkse interparlementaire unie en voor zijn werk in functie van de verbroedering Dilbeek-Obervellach.[19]
- Taiwan: Grote Medaille van de Diplomatie vanwege Taiwan (2003).
- België: Ereburger van Affligem - wegens parlementair werk dat ervoor zorgde dat de naam van de fusiegemeente Groot-Hekelgem begin 1979 officieel werd gewijzigd in Affligem.[20]
- België: Ereburgemeester van Dilbeek (2003).

## Citaten
- "Maar ik werkte twaalf en soms meer uren per dag. 's Ochtends consultaties en nadien vliegensvlug naar de parlementaire commissies. Het was een harde combinatie maar ik stel nu vast dat je van werken niet verslijt."[21]
- Zijn neef Bruno Valkeniers (sinds juni 2006 lid van het Vlaams Belang) werd door Valkeniers in Het Nieuwsblad beschreven als het "zwarte schaap" van de familie omdat hij de enige Valkeniers is die lid is van het Vlaams Blok. Alle andere politiek actieve leden van de familie Valkeniers zijn lid van Open Vld.